# Эли II (граф Перигора)

Поколенная роспись графов Перигора по Кристиану Сеттипани

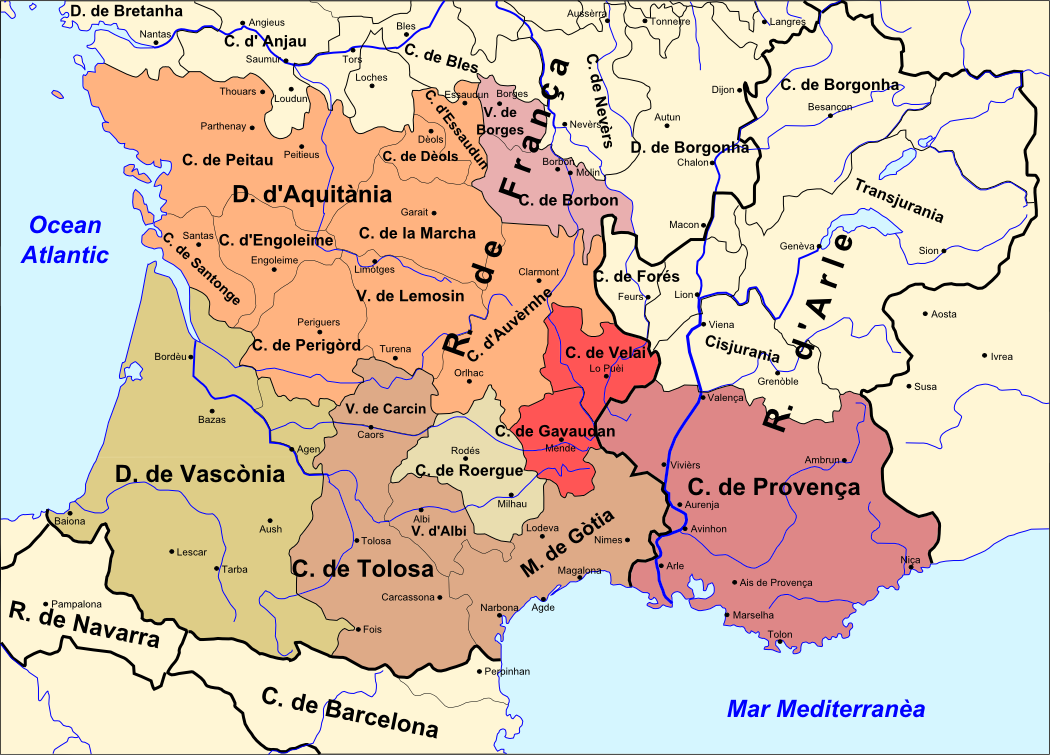
Графство Перигор на карте Южной Франции

Эли II (фр. Hélie II; ум. не ранее 1031) — граф Перигора.
Сын графа Перигора и Марша Бозона II, который в 1005 году был отравлен женой Альмодис Лиможской (матерью Эли II).
После смерти Бозона оба графства должны были отойти Бернару — его племяннику, сыну старшего брата Адальберта I. Однако сюзерен этих владений, женившийся на Альмодис Лиможской герцог Гильом V Аквитанский, оставил Бернару Марш, а Перигор отдал Эли II. Таким образом тот наряду с отцом стал основателем династии, владевшей Перигором 400 лет.
Эли II в силу малолетства первое время правил под опекой отчима — Гильома V Аквитанского.
Женат Эли II был на женщине по имени Адель или Амели (на генеалогических сайтах указана как Адель де Понс, Adèle de Pons, дочь Бертрана, сеньора де Понс). У них было трое сыновей:
- Альдебер II, граф Перигора
- Эд (ум. не ранее 1068)
- Эли (о нём нет никаких сведений).

Последний раз Эли II упоминается в документе, датированном 1031 годом — в письме папы Иоанна XIX герцогу Аквитанскому. Вероятно, вскоре Эли II умер — в 1032 или 1033 году.
Ему наследовал по одной версии — младший брат Бозон III, по другой — сын Альдебер II. Современный французский историк и генеалог Кристиан Сеттипани в своей изданной в 2004 году книге «La noblesse du Midi Carolingien» называл Альдебера II сыном Бозона III.